# Karalı, Balışeyh
Karalı là một xã thuộc huyện Balışeyh, tỉnh Kırıkkale, Thổ Nhĩ Kỳ. Dân số thời điểm năm 2010 là 245 người.